# او-دو-فرانس
او-دو-فرانس(به فرانسوی: Hauts-de-France)  (تلفظ فرانسوی: [o d(ə) fʁɑ̃s], به معنای لفظی فرانسه علیا) پیشتر: نور-پا-دو-کاله و پیکاردی (به فرانسوی: Nord-Pas-de-Calais & Picardie) از ناحیه‌های فرانسه است که با اصلاحات سرزمینی نواحی فرانسه در سال ۲۰۱۴ با ادغام نور-پا-دو-کاله، و پیکاردی ایجاد شد. این ناحیه از ۱ ژانویه ۲۰۱۶ پس از انتخابات منطقه‌ای فرانسه، ۲۰۱۵ به وجود آمد.

## خصوصیات
او-دو-فرانس ۵٬۹۷۳٬۰۹۸ نفر جمعیت دارد.